# Colombo Strikers
Le Colombo Strikers est une équipe professionnelle sri lankaise de cricket masculin qui joue dans la Lanka Premier League. Le club est basé à Colombo.

## Historique du nom
| Nom           | Ans           |
| ------------- | ------------- |
| Colombo Kings | 2020          |
| Colombo Stars | 2021-2022     |
| Jaffna Kings  | 2023-en cours |